# Nicolas Charbonnier
Nicolas Pierre Guy Charbonnier, né le 4 août 1981 à Roubaix, est un skippeur français médaillé de bronze en 470 aux Jeux olympiques d'été de 2008.

## Biographie
Nicolas Charbonnier commence la voile à neuf ans à Aix-les-Bains. Il obtient son premier titre de champion de France en Optimist à 12 ans et son second à 14 ans dans la même catégorie, puis à 16 ans, il remporte son premier titre de champion du monde ISAF en 420 dans la catégorie jeune dériveur double. Il est médaillé olympique (bronze en 2008 sur 470), quintuple champion du monde, triple champion d'Europe et tacticien de l'équipe Team « alinghi » depuis mai 2012 et a remporté de très nombreuses courses et de nombreux trophées.
Il a été navigant sur la Coupe Louis-Vuitton dans la cellule arrière des classe américa des équipes K-Challenge puis Areva Challenge.

## Palmarès

### Jeux olympiques
- 2008 :  médaillé de bronze aux Jeux Olympiques de Pékin avec Olivier Bausset en 470.

### Championnat du monde
- 2019 :  Champion du monde GC32 Racing Tour avec Alinghi.
- 2011 : 5e du championnat du monde ISAF de 470 à Perth en Australie (premier Français).
- 2010 :  Vice-champion du monde de 470[5],[6], avec Baptiste Meyer-Dieu.
- 2008 : 4e du championnat du monde de 470.

- 2002 :
  - 4e du championnat du monde ISAF de 470.
  -  3e du championnat du monde junior de 470.

- 1999 :
  -  Champion du monde ISAF jeune.
  -  Champion du monde de 420.

- 1998 :
  -  Champion du monde de 420.
  -  3e du championnat du monde ISAF jeune.

- 1997 :  Champion du monde ISAF jeune.
- 1995 : 10e du championnat du monde d'Optimist.

### Championnat d'Europe

#### Senior
- Champion d'Europe de 470 avec Stéphane Christidis en 2002 (Estonie).
- Vice-champion d'Europe de 470 avec Olivier Bausset en 2007 (Grèce).

#### Junior
- Champion d'Europe junior 470 en 2001 (Finlande).
- Champion d'Europe junior 420 en 1999 (Angleterre).

### Autres compétitions
- 2019 : 
  - 1er du D35 Trophy.
  - 3e du Bol d'Or.

- 2018 :
  - 1er du championnat Extrême Sailing Séries.
  - 1er du D35 Trophy.
  - 1er de la Classic Genève-Rolle-Genève.

- 2017 :
  - 2e du championnat Extrême Sailing Séries.
  - 1er du D35 Trophy.
  - 1er du Bol d'Or.
  - 1er de la Classic Genève-Rolle-Genève.

- 2016 :
  - 1er du championnat Extrême Sailing Séries.
  - 2e du D35 Trophy.
  - 2e du Bol d'Or.

- 2015 :
  - 2e du championnat Extrême Sailing Séries.
  - 2e du D35 Trophy.
  - 2e du Tour de L'île de wight sur le GC32 Racing de Alinghi (tacticien).
  - 3e de la Cowes Cup sur GC32 Racing de Alinghi (tacticien).
  - 2e du Bol d'Or sur le Décision 35 Alinghi (tacticien).
  - 13e sur 78 du championnat du Monde J70 sur Savasana USA96 (tacticien).

- 2014 :
  - 1er du Trophée Princesse Sophia à Palma de Majorque en 470 Olympique (skipper / barreur).
  - 1er du Championnat de France Elite en 470.
  - 1er du Grand Prix de l'Armistice en 470.
  - 1er du Grand Prix Grange et Cie avec le team Alinghi comme tacticien sur Décision 35.
  - 1er du l'Open National Suisse avec le team Alinghi comme tacticien sur Décision 35.
  - 1er de la classique Genève-Rolle-Genève avec le team Alinghi comme tacticien sur Décision 35.
  - 3e du Bol d'Or le Décision 35 de Alinghi comme tacticien.
  - 5e aux Volies de St-Tropez sur Wally.
  - 8e du Test Event pour les JO de Rio de Janeiro.
  - 2e de la Medal Race.

- 2013 :
  - 1er du Grand Prix de l'Armistice en 470 olympique (skipper / barreur).
  - 1er de l'Open de Crans avec le team Alinghi comme tacticien sur Décision 35.
  - 1er de l'Open de Versoix avec le team Alinghi comme tacticien sur Décision 35.
  - 1er de la Classique Genève-Rolle-Genève avec le team Alinghi comme tacticien sur Décision 35.
  - 1er du Championnat Décision 35 du Vulcain Trophy avec le team Alinghi comme tacticien sur Décision 35.
  - 3e de la Semaine Olympique Française en série olympique 470 (skipper / barreur).
  - 3e de Championnat de France de Match Racing Open.
  - 3e de la finale du Championnat de Méditerranée de Match Racing.
  - 3e du Bol d'Or avec Alinghi sur Décision 35 comme tacticien.
  - 2e du Grand Prix Beau Rivage avec Alinghi sur Décision 35 comme tacticien.
  - 2e du Grand Prix Grange et Cie avec Alinghi sur Décision 35 Comme tacticien.

- 2012 :
  - 1er du Trophée Clairefontaine comme skipper et barreur sur catamaran monotype de sailing one de 25 pieds, avec Gilles André et Stéphane Christidis.
  - 1er des City Races à Marseille comme tacticien du trimaran MOD 70 Spindrift de Yann Guichard.
  - 2e du Vulcain Trophy en Suisse comme tacticien du Décision 35 Alinghi de Ernesto Bertarelli.

- 2011 :
  - 1er du trophée Clairefontaine comme skipper et barreur sur catamaran monotype de 25 pieds avec Tanguy Cariou et Christophe Espagnon[7],[8].

- 2010 :
  - 1er du Challenge Juluis Baer en Suisse comme tacticien du Décision 35 Banque Populaire.
  - 2e du Bol d'Or sur le lac Léman en Suisse sur le Décision 35 Banque Populaire.

- 2008 :
  - 2e du Trophée Clairefontaine avec Olivier Bausset et Stéphane Christidis[9],[10].

- 2005 :
  - 5e de la première manche de la coupe Louis-Vuitton à Marseille sur le Class America K-Challenge.
  - 5e de la huitième manche de la coupe Louis-Vuitton à Trapani sur le Class America K-Challenge[11].

- 2004 :
  - 6e du Grand Prix ORMA de la Trinité-sur-Mer tacticien sur Sodebo de Thomas Coville.
  - 3e du Spi Ouest-France sur l'Open 7.50 Sodebo junior de Thomas Coville[12],[13].
  - 1er du championnat de France espoir de match racing à Marseille[14].

- 2002 :
  - 3e de la One Ton Cup, barreur de K-Challenge Two avec Laurent Pagès[15].
  - 1er du Championnat de France 470.

- 2001 :
  - 3e aux Jeux méditerranéens de Tunis en 470 avec Stéphane Christidis[16].
  - 1er de la Coca Cola Cup (compétition internationale de match racing junior) en Nouvelle-Zélande[17].

- 2000 :
  - 3e du championnat France Espoir Match Racing Bouzigues Sète France.
  - 1er de la Key West Race sur le Mumm 30 Ville de Saint-Raphaël de Jean-Pierre Dick[18].

- 1999 :
  - 1er de la semaine internationale de la Rochelle sur Melges 24.

- 1995 :
  - 1er du championnat de France d'Optimist à Cap d'Agde.

- 1993 :
  - 1er du Championnat de France d'Optimist à Carnac.